# Kraks Blå Bog
Kraks Blå Bog er en håndbog med biografier over nulevende personer.

## Historie
Bogen udkom første gang på initiativ af Ove Krak i 1910 med ca. 3.000 biografier. En ny udgave udkommer hvert år (udkom dog ikke 1944 og 1945). I 2005 indeholdt den knap 8.000 biografier, og i 2009/10 var antallet vokset til 8.127. I alt er henved 30.000 personer i tidens løb blevet optaget i bogen.
Inspirationen til den blå bog fik Krak fra den engelske Who's Who, der i 1849 begyndte at udkomme årligt, og den tyske Wer ist's? fra 1905 (siden 1951 med titlen Wer ist wer?). Norge og Sverige har ligeledes deres egne versioner, hhv. Hvem er Hvem? og Vem är det.
Kraks Blå Bog blev udgivet af Kraks Forlag i København indtil 2007. Efter et salg til Eniro blev denne forlagsdel videresolgt til Gads Forlag, som stod for udgaven 2009/10.

## Redaktionelle principper
I bogen optages betydende personer inden for dansk kunst, erhvervsliv, administration med mere. Reglen har hidtil været, at de optagne forblev i KBB resten af livet, men udgik efter en domfældelse. Det er i 2009 ændret, så en person kan udgå, hvis vedkommende bliver uinteressant, og en domfældt kan blive stående, såfremt personen stadig er interessant. Kraks Blå Bog udkom ikke under de sidste år af besættelsen (1943-45). Da den atter udkom i 1946, var en række personer slettet, fordi de var blevet dømt under retsopgøret.
Når en optagen person er død, mangler biografien i det følgende års udgave af KBB, og dødsdatoen kan findes i et efterfølgende register, fx Kraks Blå Bog Register 1910-1988: Navneregister over personer, der er biograferet i KBB i perioden 1910-1988 med angivelse af fødselsdag og -år, evt. dødsdato og -år og endelig den sidste årgang af KBB, hvori den pågældendes biografi kan findes. Registeret omfattede 15.229 navne. Det nyeste register er udsendt med 2009/10-udgaven, som udkom 29. maj 2009. Det omfatter 19.874 personer.
Ingen kan søge om at blive optaget i håndbogen, men det er den udvalgte selv, der bedes fremsende oplysningerne. Redaktionen er hemmelig, for at ingen skal kunne søge at påvirke redaktionens valg.
"Blå bog" er blevet et synonym for kortfattede biografier af enkeltpersoner, i fx dagblade eller ved skoleafslutninger.

## Personer, der har takket nej til optagelse i Kraks Blå Bog
Denne liste er ufuldstændig; hjælp gerne med at udfylde den.
- H.N. Andersen, skibsreder, etatsråd (blev optaget alligevel)
- Henrik Berggreen, forsikringsdirektør og kunstsamler
- Erik Clausen, filminstruktør (er optaget alligevel)
- C.L. Ibsen, proprietær og spekulant
- Kaj Munk, præst og digter (blev optaget alligevel)
- Carl Heinrich Petersen, arbejderhistoriker og anarkist
- Paul Thygesen, læge, professor, dr.med.
- Karl Toosbuy, grundlægger.
- Kim Larsen, musiker.

## Personer, der blev slettet fra Kraks Blå Bog efter befrielsen
Denne liste er ufuldstændig; hjælp gerne med at udfylde den.
- Carl Ahlefeldt-Laurvig, greve, overretssagfører (frataget beskikkelsen)
- Knud Bach, gårdejer og partiformand (idømt fængselsstraf)
- Harald Bergstedt, digter (idømt fængselsstraf)
- Povl Bihesen, direktør
- Svend Borberg, dramatiker (ekskluderet af Danske Dramatikeres Forbund og dømt ved Dansk Forfatterforenings "æresret")
- Bjørn Erichsen, forlægger (idømt fængselsstraf)
- Gudmund Hatt, arkæolog og professor (afskediget ved tjenestemandsdomstol)
- Thorkild Juncker, direktør (idømt fængselsstraf)
- Christian Junior, byretsdommer (afskediget ved tjenestemandsdomstol)
- Frederik Marcus Knuth, lensgreve og godsejer (idømt fængselsstraf)
- Gunnar Larsen, minister og ingeniør (idømt fængselsstraf ved byretten, frifundet i landsretten og Højesteret)
- H.M. Markersen, proprietær, ingeniør og politiker (pga. svigersønnen H.C. Schimmelmanns fængselsdom; se nedenfor)
- Preben Plum, børnelæge (uvist hvorfor)
- Carl Popp-Madsen, jurist (idømt fængselsstraf)
- Harald Prytz, dommer
- J.O. Raben-Levetzau, baron og godsejer
- Poul C. Rasmussen, kreditforeningsdirektør (idømt fængselsstraf)
- Helge Rosvænge, operasanger (tyskvenlig)
- Valdemar Rørdam, digter (dømt ved Dansk Forfatterforenings "æresret")
- Heinrich Carl Schimmelmann, lensgreve og godsejer (idømt fængselsstraf)
- Jørgen Sehested, godsejer, stamhusbesidder og hofjægermester (idømt fængselsstraf)
- Axel Wanscher, arkitekt
- Vilhelm Wanscher, professor og kunsthistoriker (afskediget ved tjenestemandsdomstol)
- Elna Ørnberg (tidligere Elna Jørgen-Jensen) og Leif Ørnberg, solodansere (idømt fængselsstraf)
- J.P.H. Ørs, direktør i Alfred Olsen & Co. (værnemager?)

## Personer, der blev slettet fra Kraks Blå Bog efter en fængselsdom
Se også ovenfor for personer idømt fængselsstraf i retsopgøret
Denne liste er ufuldstændig; hjælp gerne med at udfylde den.
- Einar Blechingberg, diplomat (dømt for spionage)
- Axel Jarl, godsejer og maler (dømt for uterlighed mod drenge)
- Mogens Glistrup, advokat og politiker (dømt for overtrædelse af skattelovgivningen)

## Personer, som står i Kraks Blå Bog selvom de har en fængselsdom
- Peter Brixtofte, fhv. borgmester (dømt for mandatsvig og embedsmisbrug)
- Erik Wilhelm Grevenkop-Castenskiold, godsejer (dømt for nazistisk virksomhed)
- Inger Støjberg, tidl. minister (idømt ubetinget fængsel ved Rigsretten)

## Onlineudgaver
- 1910-udgaven digitaliseret af LFL's Bladfond
- 1910-udgaven til download, scannet af LFL's Bladfond (42 MB download).
- 1910-udgaven digitaliseret i Projekt Runeberg
- 1929-udgaven til download, scannet af LFL's Bladfond
- 1937-udgaven digitaliseret i Projekt Runeberg
- 1949-udgaven digitaliseret af LFL's Bladfond.
- 1957-udgaven digitaliseret af LFL's Bladfond.
- 1974-udgaven digitaliseret af LFL's Bladfond.
- Register 1910-1988 digitaliseret i Projekt Runeberg. Især vigtig pga. dødsdatoer på de biograferede.